# Orquestra Sinfônica de Tucson
A Orquestra Sinfônica de Tucson é uma orquestra sinfônica profissional de Tucson, Arizona. Fundada em 1928, com uma temporada de apenas dois concertos, sendo a orquestra mais antiga ainda em atividade do Sudoeste dos Estados Unidos. Atualmente a temporada da orquestra acontece de Setembro a Maio e consiste em 60 concertos, incluindo Séries Clássicas de nove programas, Séries Pops de cinco programas e obras de câmara.

## História
A primeira performance da orquestra aconteceu dia 13 de Janeiro de 1929, no Auditório da Escola Tucson, com Camil Van Hulse, o primeiro maestro da orquestra. Ela tocou a Overture de Rosamunde de Franz Schubert e a Sinfônia Nº7 de Beethoven.
Na primeira temporada foram oferecidos apenas dois concertos. Na segunda temporada foram três concertos e apresentando o novo maestro, Joseph De Luca, que ficou na orquestra por cinco anos. 

### 1950-1971
Em 1950, quando os músicos descobriram que o diretor musical e maestro Samuel Fain recebia 200 dólares por apresentação, a discórdia começou a crescer e 18 músicos deixaram a orquestra. Nesse ano, a auditoria revelou $3.300 dólares em receita e um superáfit de $2 mil dólares.
A união sugeriu que fossem pagos 15 dólares por concerto. Eventualmente, em 1952, a mesa diretora aceitou e os músicos começaram a ser pagos pelos trabalhos prestados. Outra decisão dos diretores foi a contratação de um maestro residente, então o húngaro Frederic Balazs foi contratado.
Em 1958 a Orquestra Sinfônica Jovem de Tucson foi formada. 
Na metade da década de 1960 a orquestra já se apresentava para um público de 13 mil pessoas, em seis concertos por temporada. Em 1967 a orquestra teve sua primeira temporada com 100% dos ingressos vendidos (foram seis concertos no Auditório da Universidade do Arizona, que suporta 2.600 pessoas). Em 1968 a orquestra tornou-se uma orquestra metropolitana, com um fundo de 100 mil dólares. Em 1971 a orquestra teve uma noite de gala, apresentando-se com o maestro convidado Athur Fiedler, na sua nova residência: City's Music Hall.

### De 1972 até Hoje
Atualmente a orquestra apresenta-se em inúmeros locais, como o Tucson Music Hall, na Escola Catalina Foothills, no Centro Sinfônico de Tucson e na Igreja Luterana Desert Hills. 
Em 2003 o Coro da orquestra fez sua estreia sob a direção de Bruce Chamberlain, apresentando a obra Messiah de Georg Friedrich Handel. O coro conta com 90 vozes, apresentando obras anualmente. 
Em outubro de2008 a orquestra gravou o primeiro CD: Concerto no.4 de André Mathieu (1929-1968), um pianista canadense e compositor, com Alain Lefèvre no piano.

## Diretores Musicais
- Camil Van Hulse (1928-1929)
- Joseph DeLuca (1929-1935)
- Henry Johnson, Jr. (1935-1937)
- Iver Johnson (1937-1938)
- William X. Foerster (1938-1939)
- George C. Wilson (1939-1946)
- Samuel S. Fain (1946-1950)
- Stanley Schultz (1950-1951)
- Harold Goodman (1951-1952)
- Frederic Balazs (1952-1966)
- Gregory Millar (1966-1977)
- Dr. George Trautwein (1977-1981)
- Denis de Coteau (1981-1982)
- William McGlaughlin (1982-1987)
- Robert Bernhardt (1987-1996)
- George Hanson (1996)